# Alfred Maria Willner
Alfred Maria Willner född 11 juli 1859 i Wien Österrike död 27 oktober 1929 i Wien, var en österrikisk librettist. 